# Xã Ogallah, Quận Trego, Kansas
Xã Ogallah (tiếng Anh: Ogallah Township) là một xã thuộc quận Trego, tiểu bang Kansas, Hoa Kỳ. Năm 2010, dân số của xã này là 173 người.